# Browning wz. 1928
El Browning wz.1928 es una versión polaca del fusil automático Browning (Browning Automatic Rifle; BAR). Fue la principal arma ligera de apoyo de las unidades de infantería y caballería polacas durante la Segunda Guerra Mundial.
El Heer capturó un buen número de fusiles automáticos polacos Browning wz. 1928 y los utilizó hasta el final de la Segunda Guerra Mundial con la designación de IMG 28 (p).

## Historia
Cuando Polonia recuperó su independencia en 1918, el Ejército polaco estaba equipado con diversos modelos de ametralladoras heredados de las Fuerzas Armadas de los países que tomaron parte en sus particiones, así como de Francia y el Reino Unido, que pertrecharon al Ejército Azul polaco durante la Primera Guerra Mundial. La gran variedad de ametralladoras ligeras empleadas, al igual que cada una de ellas empleaba cartuchos de diferente calibre, hacía una tarea difícil el entrenamiento de las tropas y la logística del aprovisionamiento.    

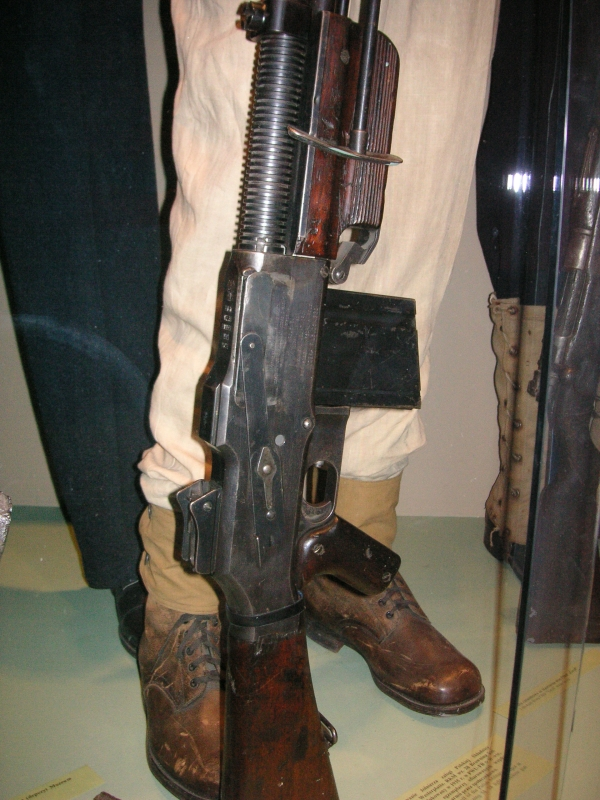
Detalle del cajón de mecanismos.

Tras la guerra polaco-soviética, en 1923 se organizó un concurso para elegir la nueva ametralladora ligera estándar del Ejército polaco que reemplazaría a todos los modelos anteriores de ametralladoras ligeras. El concurso terminó sin ningún ganador y al año siguiente el Ministerio de Guerra compró 12 fusiles automáticos BAR M1918, 12 ametralladoras Lewis wz. 1923 y 12 ametralladoras Hotchkiss wz. 23. Las pruebas demostraron la superioridad del arma estadounidense y durante el concurso de 1925, se eligió un fusil automático Browning de fabricación belga. Aunque se siguieron llevando a cabo exhaustivas pruebas de todas las armas, el Ejército polaco ordenó una serie de ametralladoras BAR de fabricación belga, modificados a los estándares polacos. Entre las modificaciones más notorias estaba el cartucho (modificado del .30-06 Springfield al 7,92 x 57 Mauser, cartucho estándar polaco), el bípode y su emplazamiento, así como las miras mecánicas (de un alza con apertura circular, a una con ranura en "V"). Además, el cañón fue alargado para aumentar la precisión y se le agregó un pistolete para facilitar la puntería. Junto a los 10 000 fusiles encargados a la Fabrique Nationale de Herstal, Polonia también compró una licencia para fabricar localmente el arma. Los siguientes fusiles fueron ensamblados bajo licencia en Polonia por la Państwowa Fabryka Karabinów (Fábrica Estatal de Fusiles, en polaco) de Varsovia Las primeras wz. 1928 fueron oficialmente adoptadas en 1927 y recibieron la designación de 7,92 mm rkm Browning wz. 1928, que en polaco significa Ametralladora de mano Browning Modelo 1928 calibre 7,92 mm.      

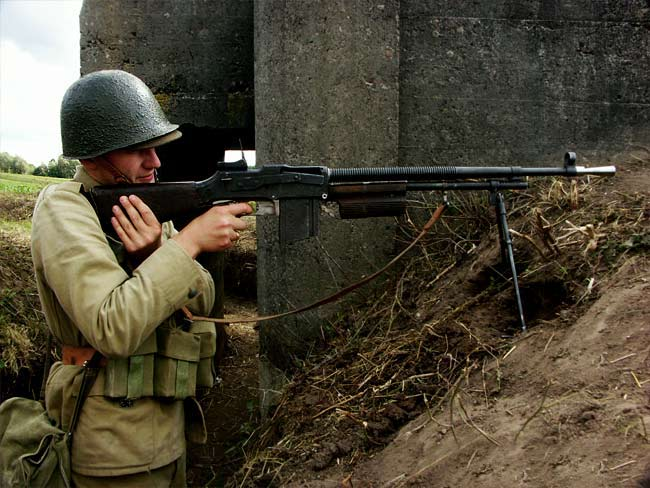
Un recreador histórico polaco posa con el fusil automático Browning wz. 1928 y una réplica del uniforme de la época.

Debido a serios defectos en la documentación de la licencia comprada a Bélgica, la producción en Polonia no comenzó hasta 1930. Hasta 1939 se construyeron aproximadamente 14.000 unidades. Además, se introdujeron modificaciones adicionales durante la producción. Entre estas figuran el cambio de las miras mecánicas por una versión más pequeña de las mismas y el empleo de una culata tipo "cola de pez". También se hicieron numerosos diseños de cañones de cambio rápido para el fusil, pero que no llegaron a producirse debido al estallido de la Segunda Guerra Mundial.   
Durante la invasión alemana de Polonia de 1939, la rkm wz. 1928 fue la ametralladora ligera estándar empleada por todas las unidades polacas de infantería (en 1939, Polonia tenía aproximadamente 20.000 fusiles automáticos wz. 1928 en servicio). El Heer capturó un buen número de fusiles automáticos Browning y los utilizó hasta el final de la Segunda Guerra Mundial con la designación lMG 28 (p). El Ejército Rojo también capturó un buen número de estos fusiles automáticos durante la invasión soviética de Polonia de 1939 y los utilizó durante la guerra.

## Variantes
El rkm wz.28 fue la base sobre la cual se desarrolló la ametralladora aérea para afuste flexible Karabin maszynowy obserwatora wz.37, que fue principalmente empleada a bordo de los bombarderos PZL.37 Łoś.

## Aparición en películas
El fusil automático Browning wz. 1928 ha aparecido en la película Los héroes de Kelly.[cita requerida]

## Aparición en videojuegos
El fusil automático Browning wz. 1928 aparece en el videojuego bélico Enemy Front bajo el nombre de WZ.28.[cita requerida]
Aparece también en el videojuego multiplataforma Enlisted de Gaijin Entertainment con el nombre de Browning Wz 1928.

## Usuarios
- Polonia
- Alemania nazi
- Segunda República Española
- España
- Unión Soviética